# 増田清 (実業家)
増田 清（ますだ きよし、1947年 - ）は大阪府出身の実業家。

## 生い立ち
大阪府八尾市中河内郡高安村で1947年に生まれる。貴族議員であった久保田真吾の隣家に当り、交流があった。4代前の増田清兵衛が江戸後期に造り酒屋を開業し免許は140石であった。当時の中河内地区で4箇所あった造り酒屋のうちの一つであったが、明治政府の酒増税により廃業してしまった。名前の「清」は清兵衛に由来するとのことである。
地元の小学校より、高津中学校、高津高等学校へと進学。 1972年に大阪府立大学電子工学科修士課程を修了した後、オムロン株式会社（当時の立石電機株式会社）に入社し、主にシステム関連の開発に従事する。

## 主要プロジェクト
CAT開発
1981年ごろに 信用照会端末（CAT クレジットオーソライゼーションターミナル、クレジットカード認証端末）アメリカ仕様「CAT100」を概念や伝票フォーマットから開発。  超短期（外観は製品と同じプロト開発3ヶ月）で、その後米国SOM80%を達成。当時のオムロン米国販売会社はオリジナルブランドの製品を持っていなかったが、CAT100が初のオリジナルブランド品となる。 社員の士気も上がり、積年の赤字を一掃するまでになった。 超短期の開発過程は社内外のモデルとなり、大学の研究対象にもなり、インタビューを受けた。
Wnn(うんぬ)
ワークステーション開発に際して多言語対応が必要となり、日本語入力システムのWnn（ウンヌ）カナ漢字変換ソフトの開発管理担当となった。当初はフリーソフト（パブリックドメインソフトウェアと呼ばれていた）だったが、途中からWnn6として商用化を行い、USサンマイクロ、シリコングラフィクス等にライセンス。その後、携帯電話にも搭載され、Unix系WSのデファクトスタンダードとなる。MITがプロジェクトを推進した Xウインドウシステムのデストリビューションテープにも収録される。 Wnn4まではフリーソフトだったが、その後用意したWnn5はリリースされず幻となり、大幅に改良したWnn6が商用バージョンとなる。
Unixとカーネギーメロン大学
Unixワークステーション（Lunaシリーズ）の開発に際して、通産省の推進するUnix SystemVと技術者の間で評価の高かったバークレー版Unixの両方を開発することになり、さらに両方のUnixが動作する「デュアルUnix」もシリコンバレーのベンチャーから導入した。さらにマルチCPUワークステーションの核となるMachOSを、開発していたカーネギーメロン大学より導入した。カーネギーメロン大学には同ワークステーション40台を寄贈。この過程で、TV向けのコマーシャルフィルムを撮影。
MachOSのプロジェクトトップである Richard Rashidをはじめ、当時のコンピュータサイエンス界の主要メンバーが出演していて話題となった。  さらに寄贈したワークステーションで作成したCGがNHK番組の『アインシュタインロマン』に採用される。この時にデジタルガレージの伊藤穰一が間接的に関わっていたことが、後に偶然面談した時に判明する。
Omron Advanced Systems, Inc
オムロンは70年代に大規模な現地開発を行い、他社の半額の低価格電卓 OMRON800  の開発のベースとなったこともあり、社内の試算となっていた。しかし当時は活動も低下し、逆に新たな活動の妨げになっていたため、新規の法人を設立した。事務所の選定から事務用品やデスクの購買まで自分自身で行う。その後のオムロンのシリコンバレーにおける基礎となった。
在宅勤務
技術本部IT研究所長時代に、本社や研究所、工場など国内30の事業所におけるイントラネットの構築で主導的な役割を果たし、従来のLocal Area Network (LAN）ではできなかった経営管理や組織間での情報共有化などを可能にしたが、これは京都の企業に於ける「産業情報化」の先駆けと位置づけられる。同時にイントラネットでは管理職の在宅勤務（書類決済など）の実験も行い、当時はサービスが始まったばかりのISDNを各管理職の自宅に接続した。 
M2Mセンサネット
2000年ごろから、事業開発本部において「M2M センサネット」ビジネスを立ち上げる。安価な端末とローコスト通信、クラウドによるサービスで、現在のIoTにの先駆けとなる。安価なハードウエア端末とクラウドによるサービスの統合で新しいビジネスモデルを確立。タンクやサイロの残量監視システム、灯油残量監視システム、ミリ波利用の液面計、キュービクル電力監視システム、ピーク電力警報システムなど 多数のビジネスを展開した。契約者数の増大を目指すDocomoとの連携も盛んに行った。
京都試作センター株式会社設立 
2006年に京都を代表する企業の出資により京都試作センターを設立。ファブレスの試作サービスビジネスとして新しいビジネスモデルとして構築。設立2年目で単年度黒字を達成。当時の設立出資会社は以下の通り。
オムロン株式会社、京セラ株式会社、株式会社京都銀行、京銀リース･キャピタル株式会社、株式会社島津製作所、株式会社村田製作所、京都信用金庫、京都中央信用金庫、大日本スクリーン製造株式会社、村田機械株式会社、大阪ガス株式会社、京都北都信用金庫、関西電力株式会社、株式会社 ジーエス・ユアサ コーポレーション、ダイキン工業株式会社、西日本電信電話株式会社、日新電機株式会社、ニチコン株式会社、日本電産株式会社、株式会社堀場製作所、ローム株式会社、株式会社イシダ、サンコール株式会社、株式会社日進製作所、株式会社最上インクス、サムコ株式会社
会社法の改正の時期と重なったが、各社取締役会のスケジュールを調整し、連休を挟んでの設立手続きとなった。出資総額は2億1600万円となった。

## 業績と役職
1972年
ロックウエル製PPS4マイコンを使った機器の開発。ソフトチームのリーダー。業界初4ビット工業用マイコン開発、業界初プログラム式PROMライタを開発し、書き込み時間を桁違いに短くして、ビジネス的にも、ソフト開発の効率化にも貢献した。
- 大阪市内交通管制システムの現場管理に従事、 JTの東北工場の現場管理に従事。
- 成田空港パイプライン漏洩検知システムのシステム設計と開発
- POSシステムの開発、 オムロン金融システム工場工務管理システム開発、8ビットマイコンシステムのハードやOSを含む開発、16ビットミニコンシステムの開発。

この間に米国ではマイクロソフトがMS-DOSを開発したことを知り、米国の情報の重要さを認識して、後の現地法人の設立につながっていく。
1981年
信用照会端末（CAT クレジットオーソライゼーションターミナル、クレジットカード認証端末）開発から量産まで担当。その後 日本向け仕様を開発。アメリカと日本の製品仕様に対する考え方の違いから多くを学ぶ。
1983年
当時最高速のUnixワークステーションである Super Mate シリーズの主にハード開発を担当。その後、当時の通産省シグマプロジェクト参画により、シグマワークステーションのハード開発に従事。この中で、開発の大きな力となった京都大学学生らによる校外グループ KABA(Kyoto Artificial Brain Association) の活動支援を行う。
1986年
Unixワークステーション（Lunaシリーズ）の開発責任者となり基本設計を行う。100人規模。課長職のち主席技師兼務。
1989年
Luna-2ワークステーション開発。 この開発を通じてサン・マイクロシステムズ、MIT、カーネギーメロン大、モトローラ、 データジェネラルなどとの関係がさらに深まる。
- 4マルチプロセッサWSで世界最高速度性能のLuna/88K ワークステーションを発表。
- Omron Advanced Systems, Inc をシリコンバレーに設立。副社長のち社長に就任。
- 中国上海、シンガポールへの開発会社設立支援。
- 米国データジェネラル社の日本子会社日本データゼネラル社の買収参画。非常勤取締役。
- ワークステーションの国内販売会社を設立。ルナ販売株式会社 非常勤役員。
- 88オープン、OSF、UIに参画。88オープンのボードメンバー。
- グラフィクス関連の技術強化のためShoGraphics社に出資。ボードメンバー。

1992年
技術本部システム総合研究所 所長就任。130人規模。勤務地は京都研究所および町田研究所。コンポを担当する中央研究所と二分するコーポレートレベルのシステム分野の研究所となる。主な研究開発テーマは以下の通り。
- 感性情報処理、音声認識、Wnn漢字入力システム、アジア言語処理、インターネット検索エンジン、言語識別。
- リアルタイムJava、PC-ATM、オープンPLC、スマートセンサ、FAミドルウエア。
- ミリ波、スプレッドスペクトラム無線、キーレスエントリ、ITS用通信。
- ソフト生産性向上、CMM、オブジェクト指向。

1996年
技術本部IT研究所 所長就任。京都高度情報化推進協議会・委員。
1997年
中国上海に設立した上海計算機有限公司の非常勤董事就任。
1998年
技術本部戦略技術提携担当となる、 米国制御機器最大手のR社との戦略提携事前交渉、無線技術スタートアップの カナダP社への投資および提携。シリコンバレーにおける新しいスタイルの研究所設立計画立案。アメリカ（主にシリコンバレー、ボストン）、ベルギー、ドイツ、イスラエル、中国、シンガポールなどを拠点とする。
2000年
事業開発本部にてM2M センサネットを立ち上げ、2001年に sVMI（センサー  オリエンテッド　ベンダーマネジメント インベントリー） 事業グループ長に就任。
2004年
財団法人京都産業21 理事就任。京都試作センターの設立準備を開始。
2005年
京都試作産業シンポジウム開催。300名以上の参加で、センター設立の機運が高まる。
2006年
京都を代表する企業の出資により京都試作センターを設立。代表取締役副社長就任。2008年 代表取締役社長。
2010年9月9日
京都試作センター株式会社 株主総会にて取締役を退任。その後はITコンサルタント業や農業に従事、同時に不動産業も営み現在に至る。村社である八幡神社奉賛会会長も務める。